# Jüdischer Friedhof (Ipthausen)
Der Jüdische Friedhof Ipthausen befindet sich in Ipthausen, einem Stadtteil der unterfränkischen Kleinstadt Bad Königshofen im Grabfeld im Landkreis Rhön-Grabfeld.

## Geschichte
Die Gründung des Friedhofs erfolgte 1920/1921, zu einer Zeit, als Ipthausen noch selbstständige Gemeinde war und nicht von Juden bewohnt wurde. Der Bau der Friedhofsmauer wurde durch eine Geldspende von David Friedmann ermöglicht, der auch als erster auf dem Friedhof bestattet wurde.
In den Jahren 1921 und 1925 kam es zu ersten Schändungen des Friedhofs. Im Jahr 1933 verwendete ein NS-Anhänger Steine der Friedhofsmauer zum Bau eines Eigenheims. Während der Zeit des Nationalsozialismus wurden 104 der 150 Grabsteine (Mazewot) u. a. zum Bau von Treppenstufen im Stadtpark verwendet.
Im Jahr 1974 entstand neben dem Eingangstor ein Denkmal für die jüdischen NS-Opfer von Bad Königshofen und Umgebung. 1997 wurde aus einigen der zweckentfremdeten Grabsteine ein pyramidenförmiges Denkmal errichtet.

## Lage und Charakterisierung
Der Friedhof befindet sich östlich von Bad Königshofen zwischen Bad Königshofen und Ipthausen. Seine Fläche beträgt 30,22 Ar.
Von den etwa 150 Grabstellen, die es vor 1933 auf dem Friedhof gab, können heute nur noch 14 identifiziert werden.

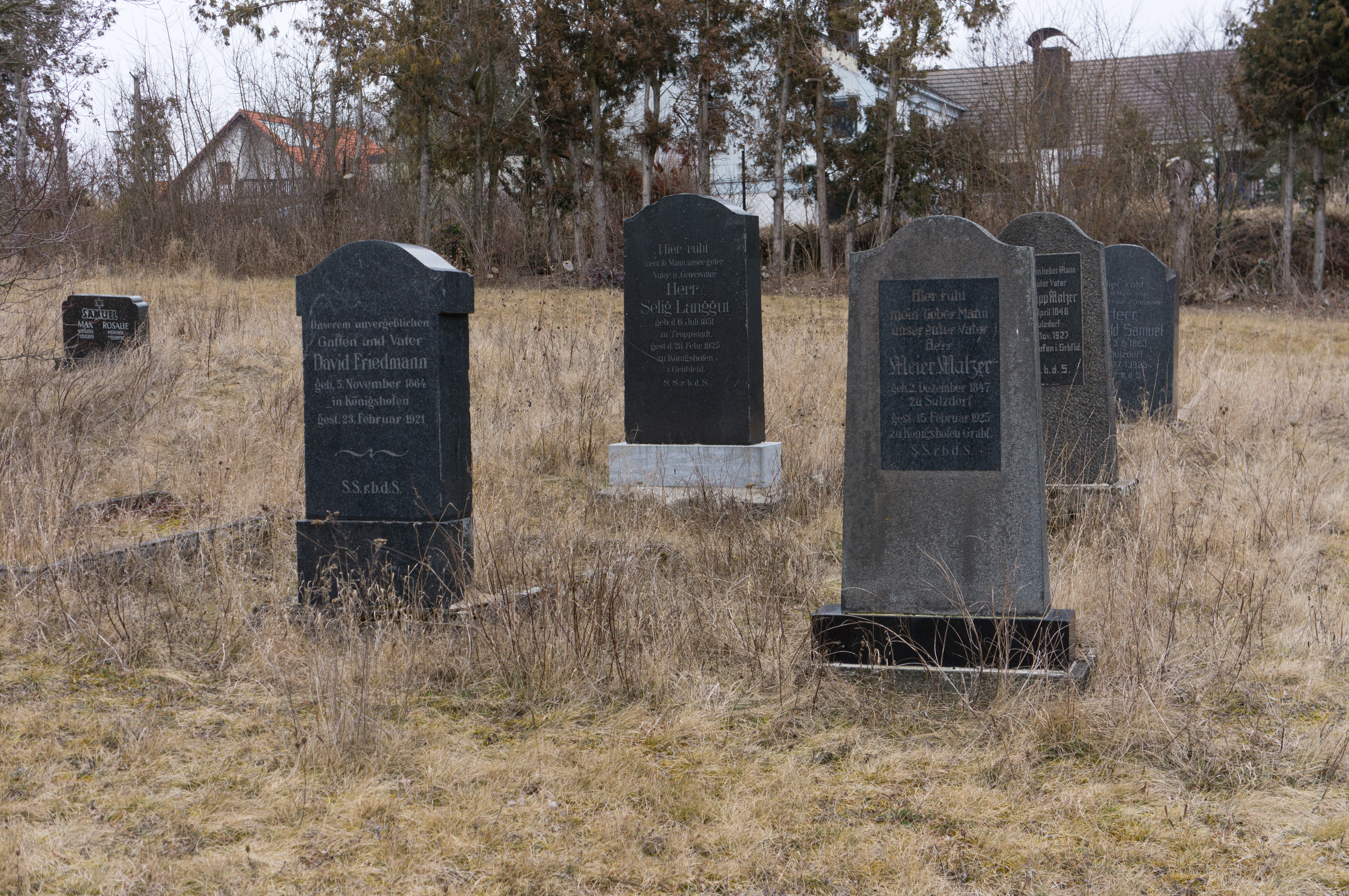
Jüdischer Friedhof Ipthausen
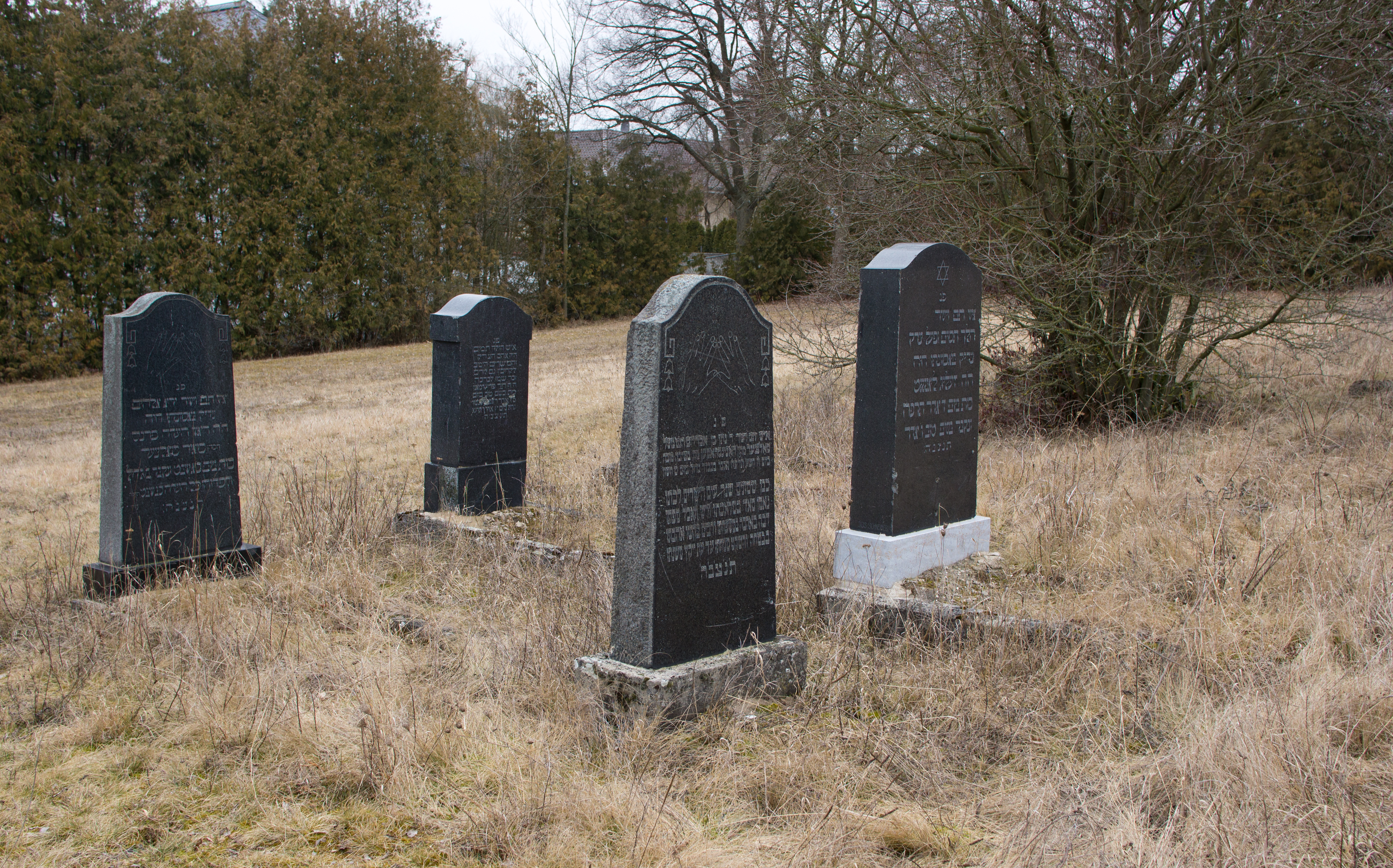
Grabsteine
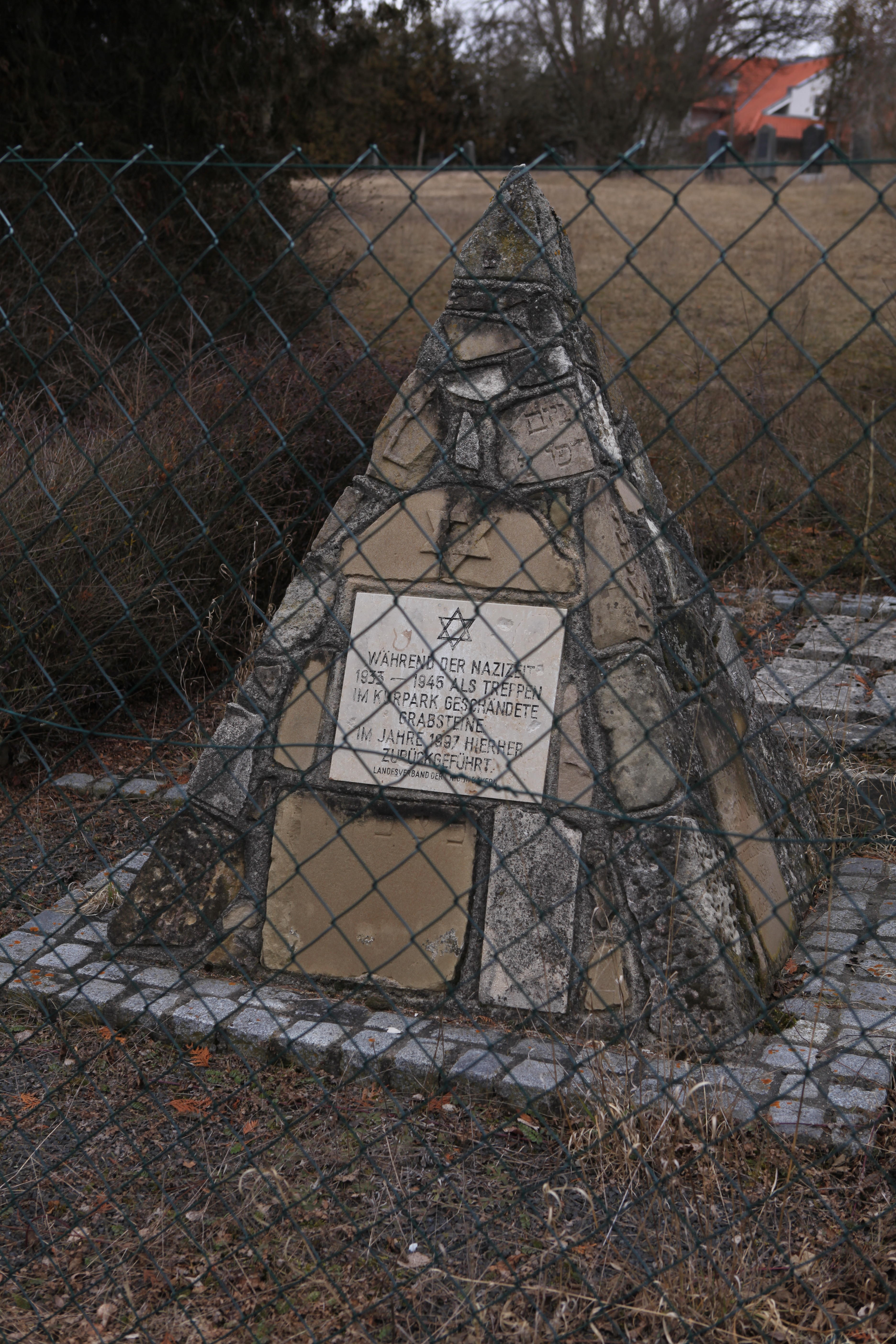
Denkmal aus zweckentfremdeten Grabsteinen
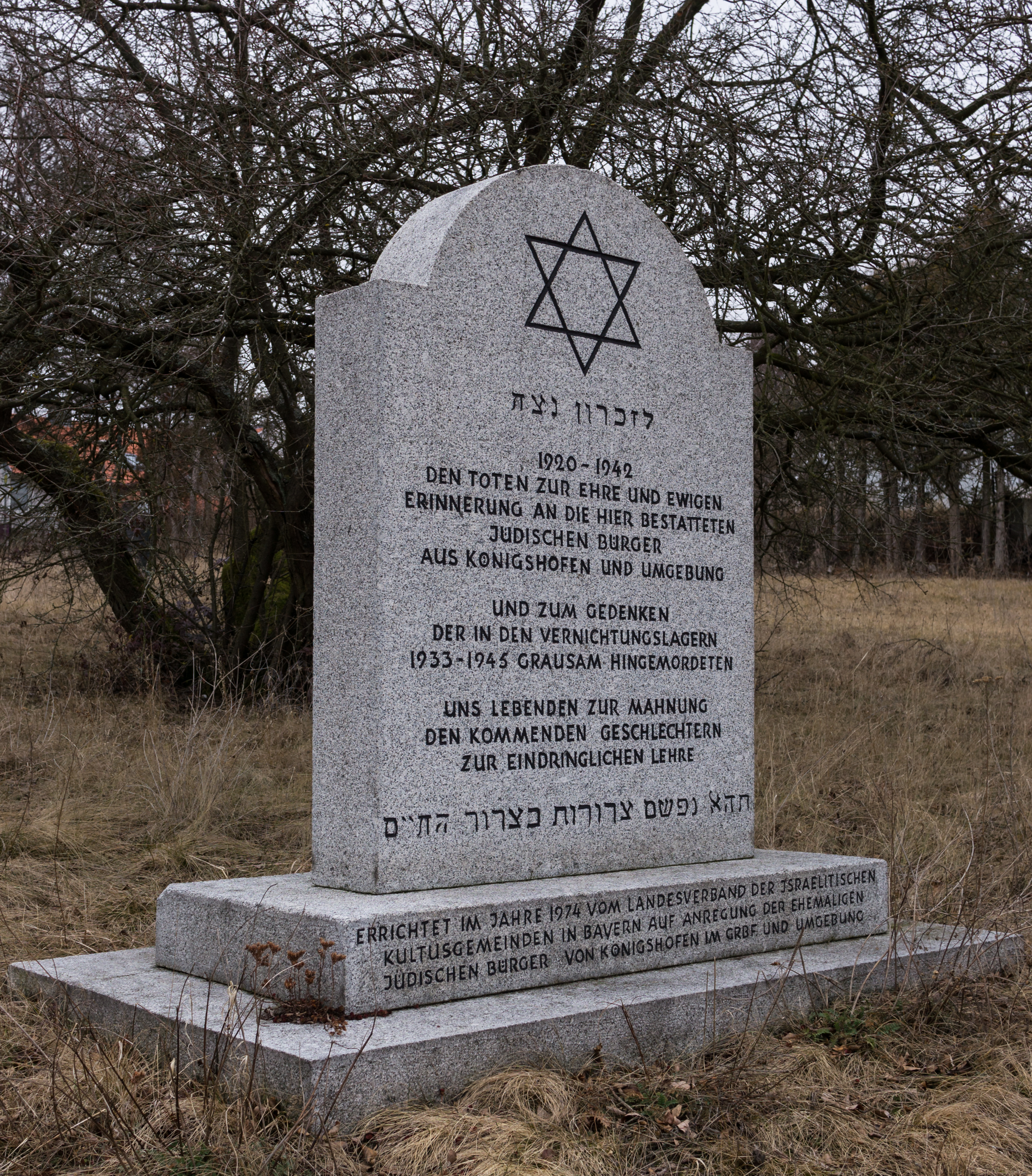
Gedenkstein für die Bestatteten und die Opfer der NS-Zeit